# Франц Россі
Франц Россі (нім. Franz Rossi; 13 серпня 1889 — 23 червня 1944) — австрійський та німецький офіцер, генерал-лейтенант вермахту. Кавалер Німецького хреста в золоті.

## Біографія
19 серпня 1908 року, після закінчення Марбурзької військової школи, поступив на службу в 59-й піхотний полк. 1 травня 1911 року вийшов у відставку. 1 серпня 1914 року призваний на службу, учасник Першої світової війни. За бойові заслуги відзначений численними нагородами. Після закінчення війни продовжив службу в австрійській армії, після аншлюсу автоматично перейшов у вермахт.
26 серпня 1939 року переведений в резерв, 30 вересня призначений командиром 33-го артилерійського полку. 1 березня 1941 року знову переведений в резерв. З 25 квітня 1941 року — командир штабу 837-го берегового артилерійського полку. З 7 травня 1942 року — командир 127-го гірського артилерійського полку, одночасно з 27 квітня — командир Артилерійського командування (Арко). З 10 червня 1943 року — комендант Петсамо, з 8 жовтня — одночасно командир дивізійної групи «Россі» у складі 19-го гірського армійського корпусу.
23 червня 1944 року загинув в авіакатастрофі Ju 52 в Австрії разом з Едуардом Дітлем, Томасом-Емілем фон Віккеде і Карлом Егльзером.

## Звання
- Фенріх (18 серпня 1908)
- Лейтенант резерву (1 травня 1911)
- Обер-лейтенант (1 серпня 1914)
- Гауптман
- Майор
- Оберст-лейтенант (28 грудня 1935)
- Оберст (1 лютого 1939)
- Генерал-майор (1 липня 1942)
- Генерал-лейтенант (1 вересня 1943)

## Нагороди
- Ювілейний хрест (1908)

- Медаль «За військові заслуги» (Австро-Угорщина)
  - бронзова з мечами
  - 2 срібних з мечами
- Хрест «За військові заслуги» (Австро-Угорщина) 3-го класу з військовою відзнакою і мечами — нагороджений двічі.
- Орден Залізної Корони 3-го ступеня з військовою відзнакою і мечами
- Військовий Хрест Карла
- Залізний хрест 2-го класу (Королівство Пруссія)
- Пам'ятна військова медаль (Австрія) з мечами
- Почесний знак «За заслуги перед Австрійською Республікою», золотий знак
- Хрест «За вислугу років» (Австрія) 2-го класу для офіцерів
- Пам'ятна військова медаль (Угорщина)
- Орден Заслуг (Австрія), лицарський хрест
- Почесний хрест ветерана війни з мечами
- Медаль «За вислугу років у Вермахті» 4-го, 3-го, 2-го і 1-го класу (25 років)
- Застібка до Залізного хреста 2-го класу з мечами (21 грудня 1939)
- Залізний хрест 1-го класу (16 червня 1940)
- Орден Хреста Свободи 1-го класу з мечами (Фінляндія) (13 травня 1943)
- Німецький хрест в золоті (2 липня 1944; посмертно)